# بشير نافع (عسكري)
بشير نافع (وُلد في 29 فبراير 1960 في مخيم قلنديا - 9 نوفمبر 2005 في عمان) عسكري فلسطيني برتبة عميد شغل رئاسة جهاز الاستخبارات العسكرية الفلسطينية في الضفة الغربية في عام 2005.

## النشأة
وُلد بشير نافع في 29 فبراير 1960 في مخيم قلنديا للاجئين الفلسطينيين لأسرة مسلمة هاجرت من قرية ساريس المدمرة. تلقى تعليمه الابتدائي والإعدادي في مدارس الأونروا في مخيم قلنديا، وأتم الدراسة الثانوية في المدرسة الأردنية في مدينة البيرة. حصل على درجة البكالوريوس في العلوم السياسية من جامعة بيروت العربية.

## الحياة العملية
ساهم في تشكيل لجان الشبيبة للعمل الاجتماعي. انخرط في فترة الثمانينيات في العمل العسكري. وفي عام 1988 أبعدته إسرائيل إلى لبنان. انخرط في العمل السياسي في لبنان وكان أحد مسؤولي جهاز الأرض المحتلة. 
عاد بعد اتفاقيات أوسلو إلى الضفة الغربية، وكلفه الرئيس الفلسطيني ياسر عرفات في عام 1999 بتشكيل جهاز الوحدات الخاصة في الضفة الغربية، وكان رئيسًا له حتى أصدر الرئيس الفلسطيني محمود عباس قرارًا بدمج الجهاز مع جهاز الاستخبارات العسكرية في الضفة الغربية وعُين رئيسًا له.

## الوفاة
في 4 نوفمبر 2005، انتقل نافع إلى العاصمة الأردنية عمان لتنسيق برنامج تدريب عسكري لمنتسبي جهاز الاستخبارات العسكرية الفلسطينية. وفي 9 نوفمبر 2005، وخلال تواجده في فندق جراند حياة عمان وقعت تفجيرات عمان 2005 وأدت إلى مقتله، حيث وصلت حصيلة القتلى الأولية 57 شخصًا. تبنت قاعدة الجهاد في بلاد الرافدين مسؤولية التفجيرات.
في 11 نوفمبر 2005، وصلت جثمانه إلى الضفة الغربية، وأُقيم له ولثلاث فلسطينيين آخرين جنازة عسكرية شارك فيها الرئيس الفلسطيني ورئيس الوزراء ورئيس المجلس التشريعي وغيرهم في رام الله. دُفن في مخيم قلنديا.

## الحياة الشخصية
نافع متزوج وله 4 أبناء.